# Antonio Manzini
Antonio Manzini (Roma, 7 de agosto de 1964) é um ator, roteirista, diretor e escritor italiano de romances policiais com a série do personagem delegado de polícia Rocco Schiavone.

## Biografia
Ele trabalha principalmente como ator de cinema e televisão. Na TV interpretou entre outros papéis o do Inspetor Tucci na série italiana Linda, il Brigadiere (wiki-it) e do Serpico na outra série italiana Tutti per Bruno (wiki-it). 
Também trabalhou como diretor em alguns filmes e curtas-metragens e como roteirista dos filmes Il Soro Della Vanità (wiki-it) (de Alex Infascelli em 2004) e Come Dio Comanda (wiki-it) (de Gabriele Salvatores em 2008). 
A Itália é sempre um país controlado por um pequeno grupo de pessoas e poderes. (...) Não é por acaso que na Itália nasceram a máfia e o fascismo. O problema subjacente é que nunca tivemos uma identidade nacional forte. O italiano vê o Estado como um ocupante, como o inimigo, então para sobreviver é preciso procurar a armadilha. É triste dizer, mas o último momento patriótico da Itália foi durante o fascismo.

## Livros

### Serie do Rocco Schiavone
- Pista nera (2013) Pista Negra (no Brasil, L&PM, 2019)
- La costola di Adamo (2014) A Costela de Adão (no Brasil, L&PM, 2020)
- Non è stagione (2015) Primavera Maldita (no Brasil, L&PM, 2021)
- Era di maggio (2015) Sozinho para sempre (no Brasil, L&PM, 2022)
- 7-7-2007 (2017) 07-07-2007 (no Brasil, L&PM, 2025)
- Pulvis et umbra (2017)
- Fate il vostro gioco (2018)
- Rien ne va plus (2019)
- Ah l'amore l'amore (2020)
- Vecchie conoscenze (2021)
- Le ossa parlano (2022)

#### Contos da série
- L'accattone, na antologia Capodanno in giallo (2012)
- Le ferie d'agosto, na antologia Ferragosto in giallo (2013)
- La ruzzica de li porci, na antologia Carnevale in giallo (2013)
- Buon Natale, Rocco!, na antologia Regalo di Natale (2013)
- Rocco va in vacanza, na antologia Vacanze in giallo (2014)
- Castore e Polluce, na antologia Turisti in giallo (2015)
- L'anello mancante, na antologia La crisi in giallo (2015)
- ...e palla al centro, na antologia Il calcio in giallo (2016)
- Senza fermate intermedie, na antologia Viaggiare in giallo (2017)
- L'eremita, antologia Un anno in giallo (2017)
- L'amore ai tempi del Covid-19 (2020)
- Confini, na antologia Una settimana in giallo(2021)

#### Coleções da série
- Cinque indagini romane per Rocco Schiavone (2016) (contêm os contos das antologias Capodanno in giallo, Ferragosto in giallo, Regalo di Natale, Carnevale in giallo, Vacanze in giallo)
- L'anello mancante. Cinque indagini di Rocco Schiavone (2018), (contêm os contos das antologias Turisti in giallo, La crisi in giallo, il calcio in giallo, Viaggiare in giallo, Un anno in giallo)
- Rocco Schiavone. Volume I (2019) (coleção dos romances Pista Nera, la Costola di Adamo, Non è stagione)
- I primi casi di... (2020) (contêm o romance Pista nera)

### Outros livros
- Sangue marcio (2005)
- La giostra dei criceti (2007)
- Sull'orlo del precipizio (2015)
- Orfani bianchi (2016)
- Babbo Natale, conto na antologia Storie di Natale (2016)
- Ogni riferimento è puramente casuale (2019)
- Scacchiera davanti allo specchio, conto na antologia Cinquanta in Blu - Storie (2019)
- Gli ultimi giorni di quiete (2020)